# Häagen-Dazs

Häagen-Dazs Logo

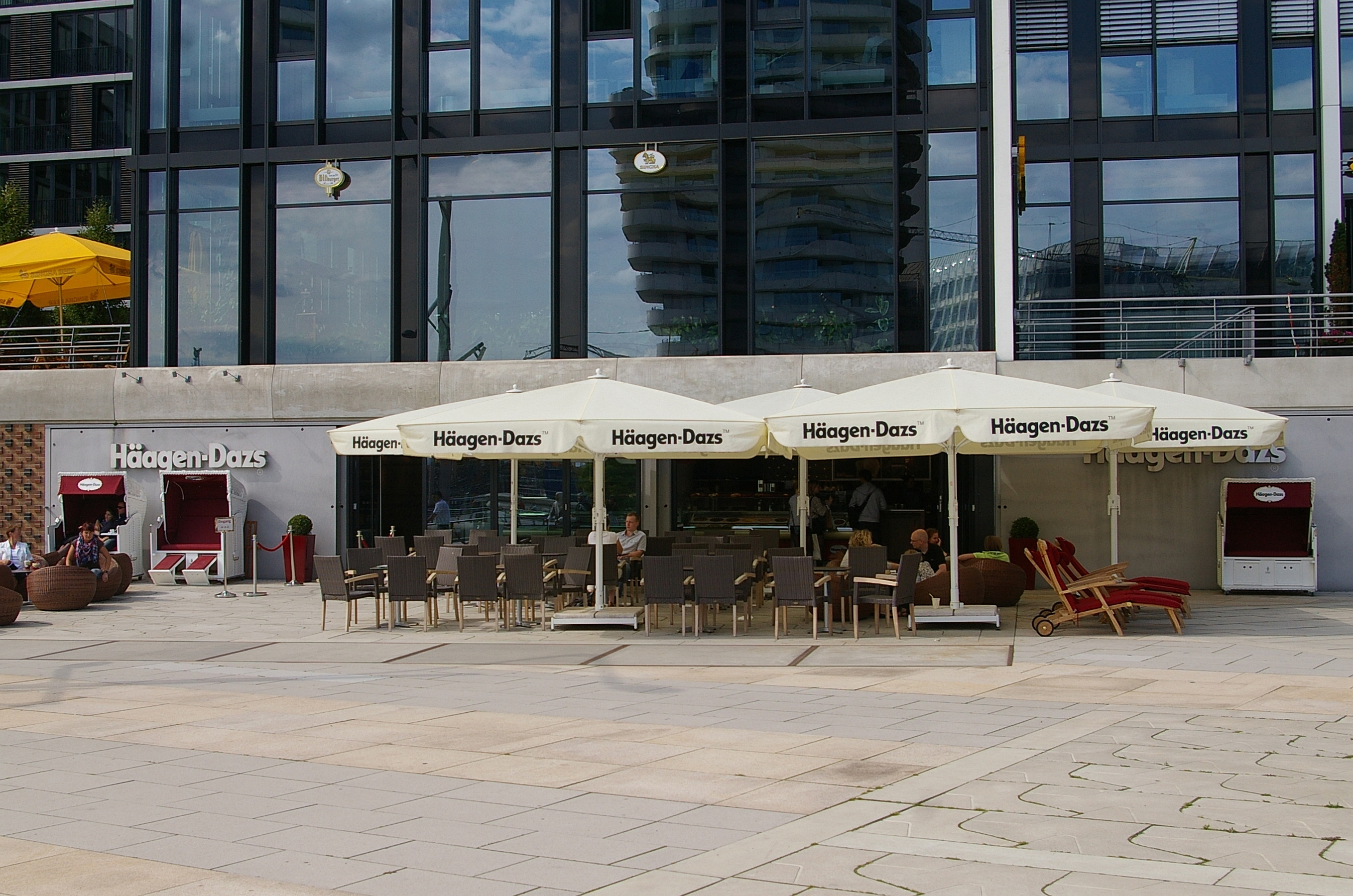
Häagen-Dazs-Filiale in Hamburg

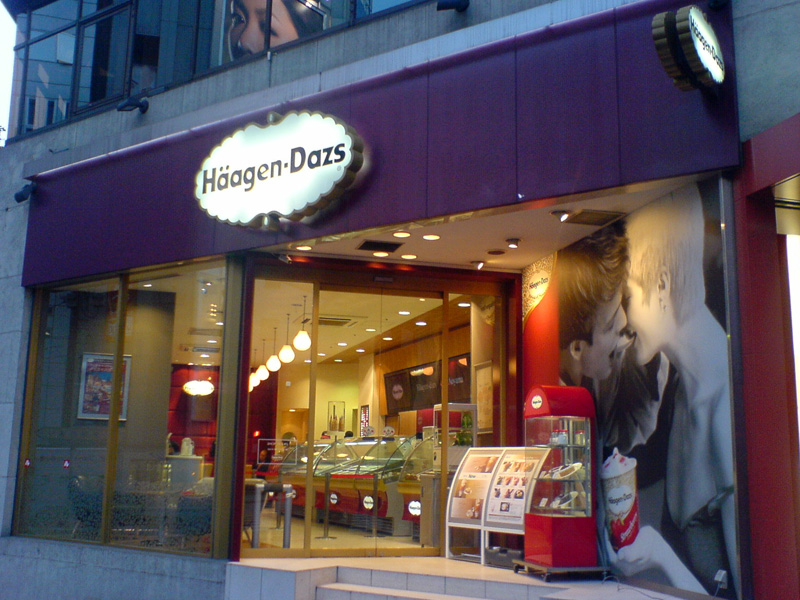
Häagen-Dazs-Filiale in Japan

Häagen-Dazs [ˈha:gənˌdas] ist eine US-amerikanische Marke von hochpreisigem Speiseeis.

## Geschichte
Die gleichnamige Herstellerfirma Häagen-Dazs wurde 1960 vom polnischstämmigen Ehepaar Rose und Reuben Mattus in New York City gegründet. Seit 1976 werden unter dem Markennamen auch Eiscafés nach dem Konzessionssystem betrieben.
1983 verlor das Unternehmen seine Eigenständigkeit, als es vom US-amerikanischen Konzern Pillsbury aufgekauft wurde. 1989 wurde wiederum Pillsbury in einer feindlichen Übernahme von dem britischen Mischkonzern Grand Metropolitan übernommen. Nachdem dieser 1997 mit der Guinness-Brauerei zu Diageo fusioniert hatte, wurde Pillsbury von Diageo 2001 an den amerikanischen Lebensmittelkonzern General Mills verkauft.  
Durch ein 2001 vom Schweizer Nahrungsmittelkonzern Nestlé aufgekauftes Gemeinschaftsunternehmen mit General Mills liegen die Rechte am Vertrieb von Häagen-Dazs-Eiscreme für die USA und Kanada seit 2001 bei dem Nestlé-Tochterunternehmen Dreyer’s, der Vertrag beinhaltet das Nutzungsrecht des Markennamens über die folgenden 99 Jahre in den USA. Im Rest der Welt wird Häagen-Dazs weiterhin von General Mills vertrieben.
Seit 1992 wird die Mehrheit der Häagen-Dazs-Produkte für die ganze Welt (mit Ausnahme von Japan und den USA, die ihre eigenen Werke haben) im französischen Tilloy-lès-Mofflaines bei Arras produziert. Verwaltungssitz von Häagen-Dazs ist in Minneapolis.
Im August 2022 rief Häagen-Dazs, zum zweiten Mal innerhalb eines Monats, eine Rückrufaktion für mehrere Produkte aus. Grund dafür war ein krebserregender Stoff (Ethylenoxid). Am 15. September 2022 wurde der Rückruf erweitert.
Seit März 2024 wird Häagen-Dazs in Deutschland von der DMK Group vertrieben.

## Name
Der Markenname Häagen-Dazs ist ein Kunstwort. Es sollte für die US-amerikanischen Verbraucher skandinavisch bzw. europäisch aussehen und klingen und mit europäischer Tradition und Handwerkskunst in Verbindung gebracht werden. Der Umlaut-Buchstabe ä, den Mattus fälschlicherweise für Dänisch hielt, und das z werden bei der Aussprache jedoch nicht berücksichtigt. Um den beabsichtigten Eindruck zu verstärken, ergänzte der Gründer Reuben Mattus das Firmenlogo in den Anfangsjahren um einen Umriss der Landkarte von Dänemark. Ein weiterer Grund für die Verwendung eines dänisch klingenden Namens war die Erklärung Reuben Mattus’, Dänemark habe als einziger europäischer Staat die Juden während des Zweiten Weltkriegs gerettet:

„The only country which saved the Jews during World War II was Denmark, so I put together a totally fictitious Danish name and had it registered. […] Häagen-Dazs doesn’t mean anything. [But] it would attract attention, especially with the umlaut.“

„Das einzige Land, das die Juden während des Zweiten Weltkriegs rettete, war Dänemark, so setzte ich einen komplett fiktiven dänischen Namen zusammen und ließ ihn registrieren. […] Häagen-Dazs bedeutet nichts. [Doch] es erzeugt Aufmerksamkeit, besonders mit dem Umlaut.“

Der Buchstabe „ä“ existiert im dänischen Alphabet gar nicht, seine Entsprechung ist der Buchstabe „æ“. Das Wort „das“ bzw. „dass“ bedeutet in Dänisch und anderen skandinavischen Sprachen Plumpsklo oder Toilette; es ist ein Lehnwort, das aus dem deutschen bestimmten Artikel „das“, ursprünglich aus dem deutschen Ausdruck „das Häuschen“ durch euphemistisches Weglassen des Hauptworts abgeleitet wurde. „Hagen“ ist norwegisch für „der Garten“; die moderne dänische Schreibweise ist „haven“ und der Begriff leitet sich vom altnordischen „hagi“ ab.

## Einzelbelege
1. ↑  Häagen-Dazs, rooted in Bergen County, built an ice cream empire on a little white lie. In: northjersey.com. Abgerufen am 13. Juli 2023 (amerikanisches Englisch).
2. ↑  Haagen-Dazs scooped up. Nestle buys out General Mills from joint venture that controls gourmet brand. (cnnmoney)
3. ↑  Oligopoly brief: General Mills. In: Oligopoly Watch. 11. Oktober 2003 (englisch, oligopolywatch.com (Memento vom 13. August 2010 im Internet Archive)).
4. ↑  Häagen-Dazs launches mini-bars (Memento des Originals vom 24. Juli 2019 im Internet Archive)  Info: Der Archivlink wurde automatisch eingesetzt und noch nicht geprüft. Bitte prüfe Original- und Archivlink gemäß Anleitung und entferne dann diesen Hinweis.
5. ↑  Häagen-Dazs ruft Eis zurück: Diese Produkte sind betroffen. Abgerufen am 6. August 2022.
6. ↑  Lebensmittelwarnung.de – Warnungsdetails. Abgerufen am 16. September 2022.
7. ↑  Wieso Häagen-Dazs gleich doppelt umbaut. In: W&V. 8. März 2024, abgerufen am 24. Juli 2025.
8. ↑  Vanessa Göbel: DMK Group vertreibt künftig Häagen-Dazs-Produkte, Marke soll wieder sichtbarer werden. In: markenartikel. Abgerufen am 24. Juli 2025 (deutsch).
9. ↑  Häagen-Dazs: Ein Denkmal in Eis. In: handelsblatt.com. Abgerufen am 13. Juli 2023.
10. ↑  Joan Nathan: Ice Cream’s Jewish Innovators. In: tabletmag.com. 2. August 2012, abgerufen am 30. Mai 2019 (englisch).
11. ↑  dass. In: Det Norske Akademis ordbok.
12. ↑  das. In: Den Danske Ordbog.
13. ↑  hage. In: Det Norske Akademis ordbok.
14. ↑  have. In: Den Danske Ordbog.